# Città rupestri della Gotia di Crimea
Le città rupestri della Gotia di Crimea sono degli insediamenti risalenti al periodo medievale, costruite nel periodo di dominazione dei Goti di Crimea nell'omonima regione. Oggi si conosco 10 siti, che conservano in aree collinari resti di antichi insediamenti umani e molte grotte scavate nella roccia. Mangup-Kale e Eski-Kermen sono i siti più grandi conosciuti.

## Storia

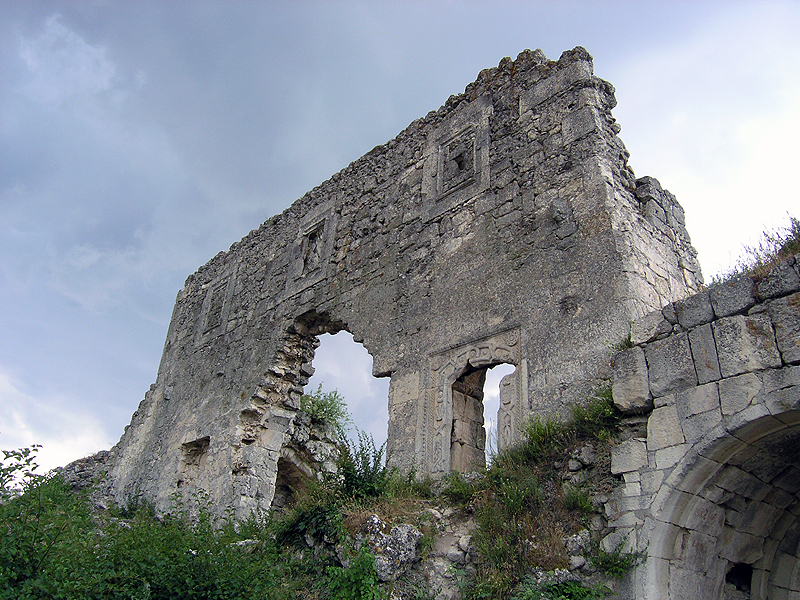
Resti di Mangup-Kale, uno dei siti più importanti delle città rupestri della Gotia di Crimea

La Gotia di Crimea apparve come un sistema politico specifico nel III-IV secolo d.C. a seguito della migrazione delle tribù gotiche nell'area settentrionale del Mar Nero. Nel VI secolo, i Goti e gli Alani divennero alleati dell'Impero bizantino e quindi numerose fortezze e insediamenti fortificati furono costruiti nell'area montuosa della Crimea per proteggere la popolazione locale e le frontiere settentrionali dell'Impero.

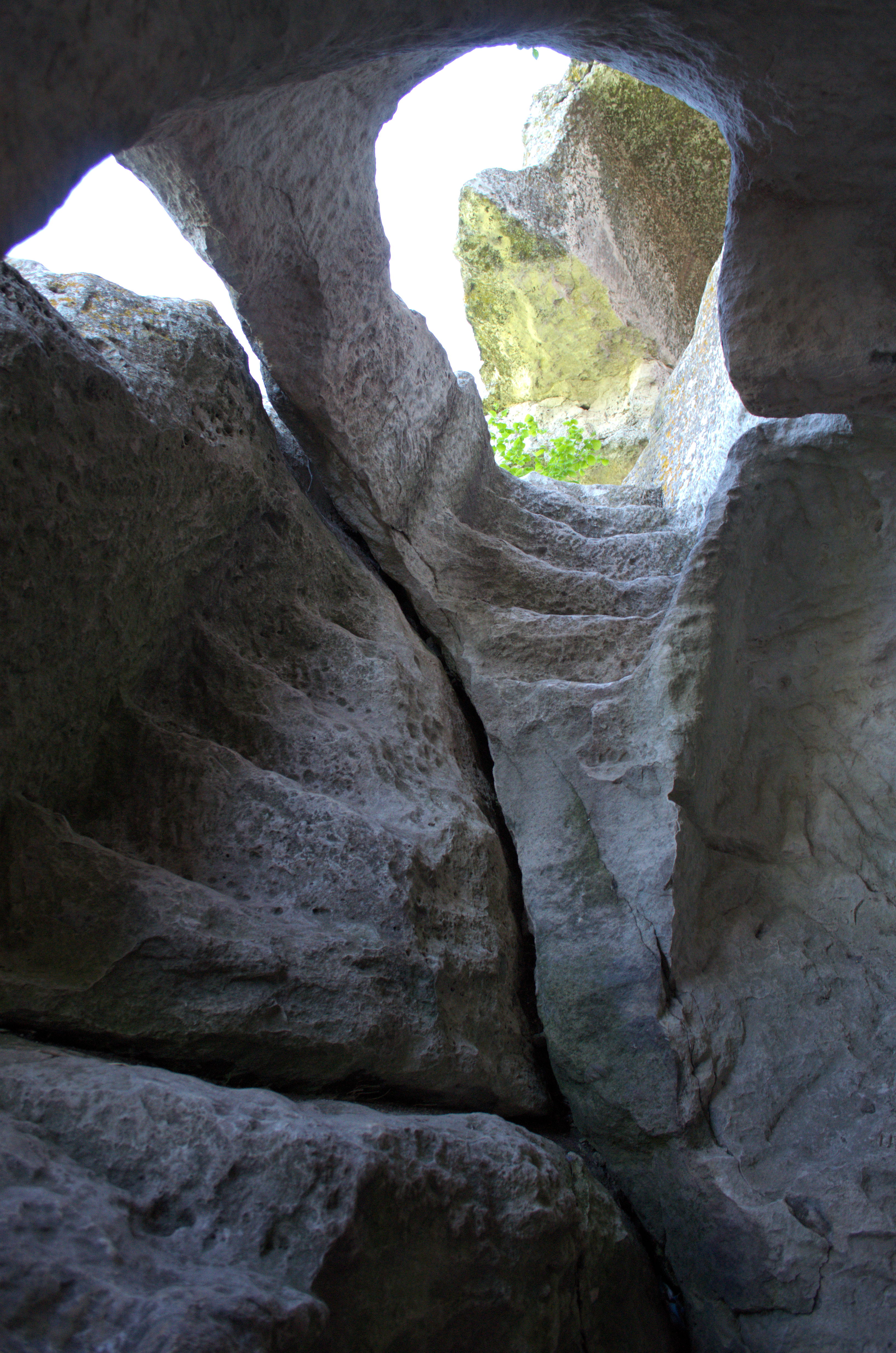
Interno di una caverna a Mangup-Kale

Nonostante la definizione di "città rupestri", gli abitanti non vivano nelle caverne, che usavano come magazzini o spazi difensivi. Sopra le caverne venivano costruiti degli edifici in sassi e legno, destinati all'abitazione. In seguito i monaci ortodossi cominciarono ad utilizzare le caverne come vere e proprie abitazioni.

## Candidatura a patrimonio dell'Unesco
Nel 2012 il sito è stato candidato a patrimonio dell'Unesco con la definizione di "paesaggio culturale delle città rupestri della Gotia di Crimea". Le ragioni dell'importanza del luogo sono legate proprio alle centinaia di caverne scavate nella roccia dagli antichi abitanti e dalla presenza di numerosi resti archeologici risalenti al Medioevo. Questo tipo di insediamenti scavati nella roccia sono un unicum nel Nord del Mar Nero, derivanti da tecniche di progettazione e costruzione sviluppatesi nei secoli in questa specifica area.